# Академика Петролеос ду Лобиту
Академика Петролеос ду Лобиту — профессиональный ангольский футбольный клуб из города Лобиту в провинции Бенгела (Ангола).

## История
Клуб был основан 17 марта 1970 под названием «Академика да Чилимба» Основателем клуба выступил Жеральдо Гуяду и еще несколько его единомышленников. В 1981 году клуб сменил название из-за заключения спонсорского соглашения с ангольской государственной нефтяной компанией Sonangol. Лучшим достижением клуба стали серебряные награды чемпионата Анголы по футболу, которые клуб получил в сезоне 1999 года, при этом «студентов» опередил только Примейру ди Агошту. В сезоне 2011 года команда заняла последнее 16-е место и вылетела во второй дивизион чемпионата Анголы по футболу. В сезоне 2015 году «студенты» вернулись в чемпионат Анголы по футболу и заняли 13-е место (последнее, которое позволяло сохранить прописку в элитном дивизионе национального чемпионата).
На международном арене клуб принял участие в розыгрыше 1 континентального кубка, Кубка КАФ 2000 года, в котором «Академика» по сумме двух поединков уступила уже в первом раунде клубу ТП Мазембе из ДР Конго. Кроме того, «Академика» является единственным футбольным клубом из города Лобиту, который играл в международном турнире. 

## Достижения

### Местные
- Чемпионат Анголы по футболу 
  - Серебряный призер (1): 1999

- Второй дивизион чемпионата Анголы по футболу
  - Чемпион (1): 2014
  - Серебряный призер (3): 2008, 2010, 2013

- Чемпионат провинции Бенгела  
  - Чемпион (2): 2012, 2015

- Суперкубок провинции Бенгела
  - Обладатель (1): 2015